# Павлимир Бело
Павлимир звани Бело или Белимир (лат. Pavlimirus Bello/Bellimirus) је личност из Летописа попа Дукљанина, о коме нема помена у другим историјским изворима. Према слову Летописа, рођен је у Риму, као син краљевића Петрислава и унук избеглог краља Радослава. Исти Летопис опширно излаже о Павлимировом доласку из Апулије у Травунију, потчињавању обласних банова и жупана, проглашењу за краља, успостављању власти над свим приморским и загорским областима, сукобима са великим жупаном Љутомиром у областима Полимља и Рашке, а потом и о ратовању против Мађара у Посавини. Његову владавину Летопис оквирно смешта у период након смрти Часлава, познатог српског владара из прве половине 10. века, који се у Летопису приказује као Павлимиров стриц, а након казивања о владавини Павлимира излажу се потоња збивања из времена византијског цара Јована I Цимискија (969-976). Павлимиру се у Летопису приписује оснивање градова Дубровника и Бијељине, као и подизање цркве Светог Петра и Павла у Расу.

## Претпоставке
Поменути подаци о Павлимиру из Летописа попа Дукљанина различито су тумачени и вредновани у историографији, уз изношење разних претпоставки о тадашњим династичким односима и општим приликама у српским земљама. Поводом кључног питања о Павлимировој историчности, у науци нема опште сагласности, пошто га неки истраживачи сматрају стварном историјском личношћу, док други изражавају опрез или сумњу, услед одсуства потврде у другим изворима и знатне хронолошке и генеалошке непоузданости самог Летописа.
Данијеле Фарлати у делу Illyricum sacrum о Павлимиру пише као о краљу далматинске Србије:
Paulimir je pokorio moćnike i banove koji su, poslije smrti Časlava, koji je protjerao Radoslava, svog oca, a njegovog đeda, podelili među sobom srpsko kraljevstvo. S druge strane, Gornju Meziju, ili unutrašnju Srbiju, koju je bio zauzeo Višeslav, jedan od banova Srbije o kome govori Porfirogenit, nije mogao da povrati. Stoga se morao zadovoljiti dalmatinskom Srbijom. Poslije toga je srpsko kraljevstvo bilo podijeljeno na dva dijela. Jedan dio su dobili Paulimirovi sinovi i unuci, čiju je genealogiju sastavio Pop Dukljanin, a drugi sinovi i unuci Višeslavovi, o kojima govori Porfirogenit. Ali, poslije skoro sto godina, obje Srbije su se ujedinile u jedno kraljev-stvo pod vlašću jednog kralja, koji je po najvišem pravu jednako upravljao i mezijskim Srbima kao i dalmatinskim. Paulimir je, pošto je pobijedio raškog župana, podigao u ovom kraju hram, dostojan kraljevskog veličanstva, pod imenom Svetog Petra, princa među Apostolima, kako stoji kod Dukljanina, i pobrinuo se da se odlikuje kao episkopsko sjedište.
Фарлати га у индексу имена на крају 6. дијела Светог Илирика назива: Paulimirus Rex Serblorum.
Дубровачки књижевник Јуније Палмотић је написао драму Павлимир. Руски научник Павле Ровински је сматрао да се предања Бјелопавлића о Бијелом Павлу односе управо на Павлимира.

## Извори и литература